# Filip av Schwaben
Filip av Schwaben, död 1208, var tysk-romersk kung mellan 1198 och 1208.

## Biografi
Han var son till Fredrik I Barbarossa och hans hustru Beatrice I av Burgund.
Efter broderns, Henrik VI:s, död 1197 sökte han i konkurrens med det Welfska partiets kandidat Otto IV, son till Henrik Lejonet, att vinna kronan. Filip kröntes 1198, men fick sedan under ett antal år kämpa hårt med ständiga uppror från Ottos sida, till dess att han dog 1208, mördad av Otto VIII av Wittelsbach. 
Otto VIII av Wittelsbach, var en tysk krigare av huset Wittelsbach, brorson till Otto I, hertig av Bayern. Han mördade Filip av Schwaben år 1208 i Bamberg. Otto VIII av Wittelsbach förklarades fredlös och dräptes året därpå av riksmarskalken Heinrich von Kalden.